# 吉洞峪满族乡
吉洞峪满族乡是中华人民共和国辽宁省辽阳市辽阳县下辖的一个民族乡。

## 行政区划
吉洞峪满族乡下辖以下村级行政区划单位：
五间房村、礼备沟村、吉洞峪村、赵家沟村、大安口村、杨家堡子村、粉城墙村、兴隆沟村、塔子村、翁家村、刚家村和六道河村。